# Anmu Cuo
Anmu Cuo (kinesiska: 安目错) är en sjö i Kina. Den ligger i den autonoma regionen Tibet, i den sydvästra delen av landet, omkring 540 kilometer öster om regionhuvudstaden Lhasa. Anmu Cuo ligger 3 916 meter över havet. Arean är 6,6 kvadratkilometer. Trakten runt Anmu Cuo består i huvudsak av gräsmarker. Den sträcker sig 3,0 kilometer i nord-sydlig riktning, och 8,6 kilometer i öst-västlig riktning.
Genomsnittlig årsnederbörd är 1 170 millimeter. Den regnigaste månaden är maj, med i genomsnitt 268 mm nederbörd, och den torraste är november, med 3 mm nederbörd.